# Dique Número 1
Dique n.º 1 es una localidad del partido de Ensenada, en la provincia de Buenos Aires (República Argentina).

## Población
Se encuentra dentro del aglomerado del Gran La Plata con 5,685 habitantes (Indec, 2001).
En la calle 126 esq 46 se halla la Escuela Primaria N.º 5, Jorge A Susini. Este establecimiento presta sus instalaciones a la Escuela Secundaria N.º 4.
En la misma calle se encuentra un Jardín de Infantes.
Sobre la misma calle, en la vereda de enfrente, se encuentran las instalaciones del antiguo Gas del Estado hoy a cargo de la empresa privada Camuzzi Gas Pampeana S.A..

## Defensa civil
La Defensa Civil municipal debe advertir sobre escuchar y obedecer acerca de
- Tormentas graves, poco periódicas, con alerta meteorológico
- Baja sismicidad, con silencio sísmico de 136 años

La región responde a la «subfalla del río Paraná», a la «subfalla del Río de la Plata», y a la Falla de Punta del Este», con sismicidad baja.
El último temblor (terremoto del Río de la Plata de 1888) se produjo el 5 de junio de 1888 (hace 136 años), a las 3:20 UTC-3 (hora local), con una magnitud aproximada de 4,5 en la escala de Richter.